# Смертогонець (фільм, 1983)
Мисливець за смертю (англ. Deathstalker, ісп. El cazador de la muerte) — аргентинсько-американський фільм про меч і чаклунство 1983 року режисера Джеймса Сбарделлаті (в титрах — Джон Ватсон), у головних ролях — Рік Гілл, Барбі Бентон, Бернард Ерхард і Лана Кларксон.
Міжнародне спільне виробництво Аргентини та Сполучених Штатів, це був перший із серії з чотирьох фільмів про персонажа Смертогонця та його пригоди, а також перший із десяти фільмів, які Роджер Корман спродюсував в Аргентині протягом 1980-х років.

## Сюжет
Воїн-Смертогонець відьмою відправляється на пошуки чаші, амулета і меча, два з яких знаходяться у злого чаклуна Мункара. Смертогонець майже одразу знаходить меч, який відьма сховала в печері, що охороняється людожером та бісом. Біс Сальмарон виявляється злодієм, проклятим відьмою, і допомагає Смертогонцю перемогти людожера. Смертогонець знімає прокляття з Салмарона, і злодій погоджується супроводжувати Смертогонеця в його подорожі. З мечем у руці Смертогонець вирушає до замку Мункара, щоб здобути решту предметів сили.
Під час своєї подорожі Смертогонець дізнається про турнір від чарівної воїтельки Огріс. Мункар запросив воїнів з усієї країни взяти участь у змаганнях, доки не визначиться переможець, який успадкує королівство Мункара. Однієї ночі по дорозі на турнір пара зустрічає Кайру, зухвалу жінку-воїна, яка носить лише стрінги та плащ. Пізніше тієї ж ночі Смертогонець з нею кохається. Салмарон із задоволенням спостерігає за парою. Наступного ранку до групи в їхній подорожі приєднується Кайра.
Прибувши до замку Мункара, в ніч перед турніром Смертогонець та інші учасники збираються в бенкетній залі. Воїнів запрошують напитися і зґвалтувати рабинь гарему Мункара, в тому числі принцесу Коділлу. Огріс зв'язується з однією з рабинь, а Кайра тримає Смертогонця при собі. Смертогонець на короткий час рятує принцесу Коділлу, але Мункар забирає її назад. Мункар відкриває своєму помічникові, що його справжній план полягає в тому, щоб воїни билися один з одним до смерті, поки не залишиться тільки ослаблений вцілілий, якого Мункар і вб'є. Це усуне всі загрози його правлінню. Мункар перетворює свого помічника на подобу принцеси і посилає його вбити героя. Коли Смертогонець намагається зґвалтувати Коділлу, він виявляє, що жінка не зовсім «жінка», і проганяє її геть. Кайра знаходить убивцю; припускаючи, що вона справжня Коділль, вона трагічно гине від рук убивці в поєдинку на мечах після того, як маскувальне закляття Мункара розвіюється.
Вночі після першого дня турніру люди Мункара забирають Огріса до тюремної камери, а на Сальмарона нападає тюремна охорона. Злодія скидають у колодязь, що веде до гарему Мункара. Огріс дізнається, що привів на турнір Смертогонця спеціально для Мункара, і отримує наказ вбити його. Не бажаючи вбивати свого друга, Огріс попереджає Смертогонця і просить героя просто покинути турнір, але Смертогонець відмовляється і нападає на нього. Під час бійки Огріс має можливість вихопити меча і вбити Смертогонця, але вирішує боротися чесно і зрештою програє. Смертогонець прощається з бійцем і вбиває його.
Настає останній день турніру, і в ньому залишилося лише двоє учасників: Смертогонець і людожер. Після тривалої сутички Смертогонець вбиває людожера і рушає за своїм призом. На нього нападають люди Мункара, але він пробирається до амулета. Сальмарон виявляється в кімнаті гарему, але звільняє жінок і допомагає їм вбити охоронців. Смертогонець перемагає власника амулета і опиняється віч-на-віч з Мункаром; йому вдається перемогти ілюзії чаклуна і здобути третій об'єкт влади. Смертогонець заявляє, що його не цікавлять ні влада Мункара, ні його королівство. Він знищує три об'єкти влади, а Мункара кидає до натовпу рабів, які розривають його на шматки.

## Акторський склад
- Рік Гілл — Смертогонець
- Барбі Бентон — Коділла
- Річард Брукер — Огріс
- Лана Кларксон в ролі Кайри
- Віктор Бо в ролі Канга
- Бернард Ерхард як Мункар
- Аугусто Ларрета як Сальмарон
- Вероніка Ллінас у ролі Торальви (Ліліан Кер)
- Маркос Воїнський у ролі Гарґіт
- Адріан Де П'єро в ролі Нікора
- Хорхе Сорвік — король Тулак
- Бой Олмі в ролі юнака/молодого злодія
- Гораціо Марассі — Ватажок істот (як Горацій Марассі)
- Хосе Аревало — Людина-свиня (не вказано)
- Патрік Даґґан у ролі Колобрі
- Марія Фурнері — Анелла

## Виробництво
Фільм було знято, щоб заробити на успіху фільму «Конан-варвар» (1982). Він був профінансований Роджером Корманом (через його компанію з Пало-Альто) і розповсюджений New World Pictures (Корман нещодавно продав New World, але мав угоду, щоб нові власники розповсюджували його фільми).
Річард Гілл був колишнім футболістом George Tech, який грав головну роль у Today's FBI.
Режисер Джеймс Сбарделлаті зняв сумнозвісні «додаткові сцени зґвалтування» для Кормана у фільмі «Гуманоїди з глибини».
Фільм був знятий на місці та на Aries Studios у Буенос-Айресі.

## Відгуки

### Каса
«Смертогонець» став хітом у прокаті, заробивши понад 5 мільйонів доларів у прокаті. Фільм також був популярний на домашньому відео, ставши основним продуктом під час зародження кабельного телебачення та відеопрокату.

### Критичні відгуки
Лос-Анджелес Таймс відзначила, що фільм «навмисно смішний» і «приємно дурнуватий», а також похвалила його «жваву режисуру». І навпаки, газета The Boston Globe назвала його «котлом, наповненим застарілим кіновиробництвом, акторською грою з кам'яними обличчями та примітивним монтажем. Крім жахливих зґвалтувань (я втратив рахунок після шести) і нескінченного насильства, „Смертогонець“ насичений похідною тупістю… Фільм настільки поганий, що режисер навіть не може дати вам правдоподібне обезголовлення».

## Продовження
Комерційний успіх фільму спонукав Роджера Кормана та аргентинського продюсера-постановника Гектора Олівера знову співпрацювати над створенням фільму «Королева варварів» з Ланою Кларксон у головній ролі. Було випущено три продовження: «Смертогонець II», «Смертогонець і воїни з пекла» і «Смертогонець IV: Матч титанів».

## Перезавантаження та краудфандинг (2024)
У березні 2024 року було оголошено, що канадський режисер Стівен Костанскі готує перезапуск «Смертогонця», а головну роль виконає ветеран бойовика Деніел Бернгардт. Berserker Gang, жанрова кінокомпанія, співзасновником якої є музикант Сол «Слеш» Гадсон, є партнером у виробництві. 1 березня 2024 року на Kickstarter була запущена краудфандингова кампанія з метою залучення додаткового фінансування.

## Екранізація коміксу
Наприкінці 2023 року Vault Comics анонсувала однойменну серію, засновану на власності «Смертогонця», яка послужила тизером для вищезгаданого перезапуску. До творчої групи продюсера Слеша та режисера Костанскі приєдналися Тім Сілі, Джим Террі та Курт Майкл Рассел.

## Спадщина
Фільм поклав початок кар'єрі Лани Кларксон, яка стала впізнаваною культовою знаменитістю в жанрі. Пізніше Кларксон працював з Роджером Корманом над фільмами «Королева варварів» і «Королева варварів II: Імператриця завдає удару у відповідь», а також зіграв головну роль в епізоді «Чорного скорпіона».
В Аргентині Корман зняв ще дев'ять фільмів:
- Воїн і чарівниця (1984)
- Чарівники загубленого королівства (1985)
- Королева варварів (1985)
- Кокаїнові війни (1985)
- Амазонки (1986)
- Переслідувач смерті II (1987)
- Stormquest (1987)
- Двоє до танго (1988)
- Грай у вбивство для мене (1990)